# Munshi Muhammad Kazim
Munshi Muhammad Kazim fou un historiador mogol del segle xvii. Fou el fill de l'historiador oficial de Shah Jahan, Muhammad Amin conegut com a Amina Kazwini autor del Padisha-nama.
Munshi fou historiador oficial d'Aurangzeb. Va compondre l'Alamgir-nama que va del 1657 al 1667 quan va rebre l'orde d'aturar-se. Es va posar malalt a Ajmer i fou enviat a Delhi on va morir poc després, el 1681.